# Дженури
Дженури (итал. Genuri) — коммуна в Италии, располагается в регионе Сардиния, в провинции Южная Сардиния.
Население составляет 307 человек (30-06-2019), плотность населения составляет 40,82 чел./км². Занимает площадь 7,52 км². Почтовый индекс — 9020. Телефонный код — 070.
В коммуне 8 сентября особо празднуется Рождество Пресвятой Богородицы.

## Демография
Динамика населения:

## Администрация коммуны
- Официальный сайт:

## Примечание
1. ↑  Statistiche demografiche ISTAT. demo.istat.it. Дата обращения: 18 ноября 2019. Архивировано из оригинала 24 июля 2019 года.